# Gargina dupka (Csóka-lyuk)
A Gargina dupka, azaz Csóka-lyuk (bolgárul: Гаргина дупка пещера) egy barlang Bulgáriában, Plovdiv megyében, Mosztovo községben. Ez a Rodope-hegység keleti része. A barlang két bejárattal büszkélkedhet. Teljes hossza 524 méter, a szintkülönbség benne 38 méter. A barlang szája egy fehér márványkő sziklaterasz alatt nyílik. A barlang a nevét a sziklákon tanyázó havasi csókákról (Pyrrhocorax graculus) kapta.  
A barlang bejárata, amely egyúttal a barlangi patak kifolyása is, alul nyílik. Feljebb van a másik bejárat, ezt azonban sűrűn benőtte a borostyán (Hedera helix). A bejárat után rövid folyosó, majd a nagy belmagasságú első terem következik, ezt a borostyánnal benőtt másik bejáraton keresztül beszűrődő fény némileg megvilágítja. Esős időszakban itt egy időszakos tavacska szokott kialakulni. Befelé haladva egy kb. 2,5 méteres vízesés mellett kell elhaladni. Denevérguanóval borított járószinten felfelé haladva egy kanyargós folyosóba, illetve újabb termekbe juthat az érdeklődő.  
A falakon csekély cseppkőképződmények láthatók. Innen két akna is vezet a mélybe, ezeken keresztül le lehet jutni a patakos alsó szintre. A barlang ismert járata ezután elkeskenyedik, egy 5 méteres lépcsőn felmászva kis terembe és egy további szűk folyosóba juthat a felfedező. A barlangot 2003-ban védetté nyilvánították, különleges érdekessége, hogy eredeti tömegében megvan itt a guanófelhalmozódás. Körülbelül 300 négyzetméteren 16-18 méteres magasságban áll a barlangban a denevérürülék. 

## Fordítás
- Ez a szócikk részben vagy egészben  a(z)   Гаргина дупка (пещера) című bolgár Wikipédia-szócikk fordításán alapul.  Az eredeti cikk szerkesztőit annak laptörténete sorolja fel. Ez a jelzés csupán a megfogalmazás eredetét és a szerzői jogokat jelzi, nem szolgál a cikkben szereplő információk forrásmegjelöléseként.